# Louis de Bourbon-Vendôme (évêque d'Avranches)
Louis de Bourbon-Vendôme, mort en 1510 à Tours, est un prélat français du  XVe siècle et du début du XVIe siècle. Il est un fils illégitime de Jean VIII de Bourbon-Vendôme et de Guyonne Peignée.
Chantre de l'église collégiale de Vendôme, prieur d'Épernon et conseiller-clerc au parlement de Paris. Il est élu évêque d'Avranches en 1484. Louis de Bourbon reconstruit et embellit le palais épiscopal et le château du Parc.

## Biographie

### Origines familiales
Louis de Bourbon est un fils illégitime de Jean de Bourbon, comte de Vendôme, descendant de Saint Louis et de Guyonne Peignée, probablement né entre 1450 et 1454 avant le mariage de son père avec Isabelle de Beauvau, dame de La Roche-sur-Yon en novembre de cette année là.
Il est probablement élevé au château de Vendôme (ou dans les autres châteaux vendômois de son père : Lavardin et Montoire).

### Carrière
Le 2 octobre 1466, il reçoit la tonsure par l’évêque de Chartres. Et est légitimé dès 1469 
Il fait des études de droit, probablement à l’université d’Orléans, d’où il ressort avec une licence.
Son père, le fit nommer grand chantre de la collégiale Saint-Georges du château de Vendôme seconde dignité du chapitre de la collégiale, et devint, en commende, prieur du prieuré d'Épernon  (dans l'une des seigneuries de son père).
Il reçoit l’administration de la léproserie de Vendôme en mars 1480, date à laquelle il a déjà sa licence de droit civil.
Il devient conseiller-clerc au parlement de Paris le 18 février 1483, prêtant serment le 12 avril de cette même année, charge qu’il exerça jusqu’en 1484, à sa nomination comme évêque d’Avranches.
En 1484 il achète le quart d'une maison rue Guesnault à Vendôme
.
Le système de la commende le fit s’opposer à d’autre prétendant pour des titres d’abbés de divers abbayes. Celle de Saint-Jean-lès-Sens à laquelle il renonce en juillet 1489 face à l’archevêque de Sens, Tristan de Salazar, et celle de la Trinité de Vendôme, entre 1489 et 1493 où il s’oppose à Louis de Crevant , le différent étant tranché en faveur de celui-ci par le pape Innocent VIII, malgré le soutien du roi pour lui. Il put cependant en tirer une pension sur les revenus de la mense abbatiale’.
En 1499, il reçoit de Louis XII, l’abbaye de Savigny, dans son diocèse d’Avranches. On le retrouve également abbé de Saint-Georges-du-Bois dans le comté de Vendôme à partir de 1508, et cellérier de l’abbaye de l'Île-Barbe en Lyonnais.
Proche de la cour de France, en 1497 et 1500 il est présent à l’Échiquier de Normandie, il touche du roi une pension de 400 livres tournois et en 1503 il prête au roi Louis XII, 1000 livres tournois, pour ses guerres (autant que l’archevêque de Bourges).
En 1505, à l’abbaye de Fontevraud, il reçoit de l’abbesse Renée (sa demi-sœur), et de ses religieuses de chœur , le vœu de grande clôture et par là même il bénit son autre demi-sœur Isabelle, abbesse de la Trinité de Caen.

Le 29 juin 1510, il présida les grandioses funérailles du cardinal d’Amboise.
Il décède à son tour le 21 octobre 1510 à Tours, après avoir fait son testament quatre jours plus tôt dans la maison de Jean Bouhalle au cloître de la basilique Saint-Martin.
Son corps est ramené et inhumé dans la chapelle axiale de la cathédrale Saint-André d'Avranches, son cœur est quant à lui inhumé à l’abbaye de Savigny et ses entrailles à la basilique Saint-Martin de Tours.

### Le bâtisseur
Il fit construire le jubé de la cathédrale d’Avranches, ainsi que les chapelles latérales de la nef, et agrandi la chapelle axiale de sa cathédrale. Il est également à l’origine de la construction de la salle synodale d’Avranches. 
On lui doit aussi la reconstruction du palais épiscopal d’Avranches et du château du Parc (résidence de campagne des évêques), ainsi que la construction du palais abbatial de Savigny. Il effectue également des travaux à son abbaye de Saint-Georges-du-Bois, pour lesquels il dépenses au moins 50 livres.

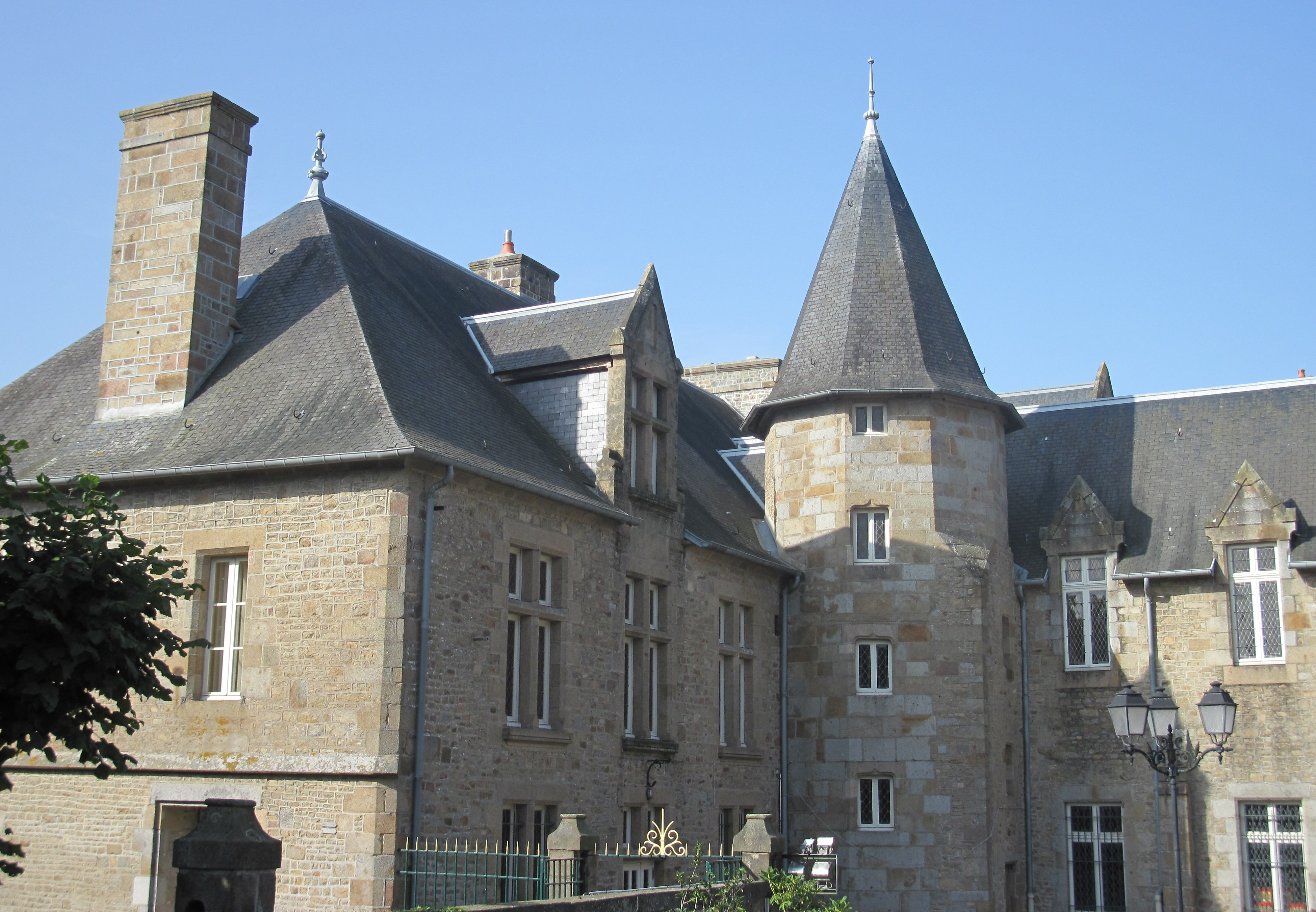
palais épiscopal d'Avranches